# Csak barátok (film, 2005)
A Csak barátok (eredeti cím: Just Friends) 2005-ben bemutatott amerikai romantikus karácsonyi filmvígjáték, melyet Roger Kumble rendezett. A főbb szerepekben Ryan Reynolds, Amy Smart, Anna Faris, Chris Klein és Christopher Marquette látható.
Az Amerikai Egyesült Államokban 2005. november 23-án mutatták be.

## Cselekmény
1995-ben a túlsúlyos, végzős középiskolás Chris Brander titokban szerelmes osztálytársnőjébe és legjobb barátjába, a gyönyörű és népszerű Jamie Palaminóba. A lány évkönyvébe akar szerelmi vallomást írni, de az érettségi bulin véletlenül összekeveri azt a lány volt barátjának, Timnek az évkönyvével. Tim hangosan felolvassa Christ üzenetét, mindenki előtt megalázva őt. Amikor megbizonyosodik róla, hogy Jamie is csupán baráti érzéseket táplál iránta, Chris könnyek közt elviharzik a partiról. Megfogadja, sosem tér vissza és mindenkinél sikeresebb lesz az életben.
Tíz évvel később Chris lefogyott és egy Los Angeles-i lemezkiadó cég sikeres, nőcsábász alelnökeként éli életét. A cég vezetője, KC megbízza őt egy feladattal: a feltörekvő, önimádó popénekesnőt, Samantha Jamest kell Párizsba kísérnie egy lemezszerződés aláírására. Samantha Chris megszállottja, bár egyetlen randevújuk végén Chris kórházba került. Útközben az együgyű Samantha tüzet okoz a magánrepülőjükön, ezért New Jerseyben landolniuk kell, épp Chris szülővárosában.
Chris és Samantha a férfi édesanyjánál szállnak meg, Chris újra találkozik 18 éves öccsével, Mike-kal, Samantha nagy rajongójával. A helyi bárban összefut egykori legjobb barátaival, Clarkkal és annak feleségével, Darlával, valamint az ott dolgozó Jamie-vel (aki tanárnő akar lenni és az ehhez szükséges tanulmányaihoz próbál pénzt keresni). Chris megbízza öccsét, hogy foglalja le a kiszámíthatatlan Samanthát, amíg ő randevúzni hívja Jamie-t. Eredeti terve lefektetni a lányt, de rájön, a plátói barátságuk fontosabb számára. Egy barátságosnak induló hokimeccsen töltött randevújukon Chris megsérül és kórházba viszik. A mentős nem más, mint Dusty Dinkleman, Chris és Jamie volt osztálytársa, aki szintén fülig szerelmes volt a lányba.
Chris elmegy Jamie családjának karácsonyi partijára, szerelmet vallani a lánynak, de Dusty már ott tartózkodik és mindenkit lenyűgöz a gitározásával. Samantha kiszedi Mike-ból az igazságot és dühösen a partira siet, egy autóval tönkretéve a kerítést és a karácsonyi dekoráció nagy részét. Chris megszégyenülve hazatér, Jamie utána megy és együtt töltik az éjszakát, de semmi sem történik köztük, bár titokban mindketten vágynak a másikra – ahogyan ezt másnap barátaikkal mindketten meg is beszélik.
A kórházban Chris és Clark szemtanúja lesz, amint Dusty egy nővérnek udvarol és megcsókolja a nőt. Dusty elárulja nekik tervét: szerelmet hazudva ágyba akarja vinni Jamie-t, ezzel állva bosszút, amiért az nem viszonyozta a középiskolában az érzéseit. Chris figyelmeztetni akarja Jamie-t, de ő nem hallgatja végig, a férfi később lerészegedik és elmegy a bárba. Amikor Jamie finoman elutasítja Dusty közeledését, az dühödten távozik. Chris és Jamie veszekedni kezdenek (a férfi szemére veti, hogy "barátzónában" tartotta őt és sosem lesz sikeres az életben), Jamie megüti őt, végül Christ kidobják a bárból. 
Los Angelesbe visszatérve Chris ismét visszautasítja Samantha közeledését és rájön, Jamie az igazi szerelme. Visszatér New Jerseybe, szerelmet vall neki és megcsókolják egymást.

## Szereplők
| Színész               | Szerep                      | Magyar hang     |
| --------------------- | --------------------------- | --------------- |
| Ryan Reynolds         | Chris Brander               | Moser Károly    |
| Amy Smart             | Jamie Palamino              | Sánta Annamária |
| Anna Faris            | Samantha James              | Szabó Zselyke   |
| Chris Klein           | Dusty "Dusty Lee" Dinkleman | Magyar Bálint   |
| Christopher Marquette | Mike Brander                | Pálmai Szabolcs |
| Julie Hagerty         | Carol Brander               | Koffler Gizi    |
| Stephen Root          | KC                          | Elek Ferenc     |
| Fred Ewanuick         | Clark                       | Bartucz Attila  |
| Amy Matysio           | Darla                       | F. Nagy Eszter  |
| Barry Flatman         | Mr. Palamino                |                 |
| Maria Arcé            | Athena                      |                 |
| Ty Olsson             | Tim                         | Varga Rókus     |
| Todd Lewis            | Kyle                        |                 |
| Ashley Scott          | Janice                      |                 |
| Trenna Keating        | Nancy                       |                 |